# Camille Benoît

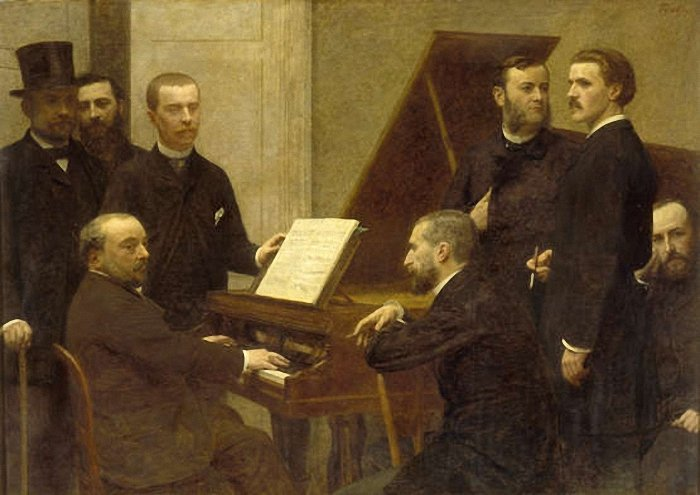
Henri Fantin-Latour: Autour du piano, 1885, Camille Benoît ist der stehende dritte Mann von links

Camille Benoît (* 8. Dezember 1851 in Roanne; † 1. Juli 1923 in Paris) war ein französischer Komponist, Musikkritiker, Musikwissenschaftler, Kunstsammler, Kunsthistoriker und Mäzen.

## Leben
Camille Benoît studierte Komposition bei César Franck. Zu seinen Mitschülern und Freunden zählten Vincent d’Indy und Ernest Chausson. Wie diese bewunderte Benoît die Musik von Richard Wagner. Zusammen mit Ernest Chausson und Vincent d’Indy  besuchte er 1876 die Bayreuther Festspiele und sah die Erstaufführung der gesamten Tetralogie von Der Ring des Nibelungen unter Leitung des Komponisten. Ab 1882 veröffentlichte er Übersetzungen und Analysen der Werke Wagners, einschließlich der Motive der Meistersinger von Nürnberg. Der Maler Henri Fantin-Latour verewigte einige der Pariser Wagnerianer 1885 in seinem Gruppenporträt Autour du piano, in dem neben Emmanuel Chabrier am Klavier, auch d’Indy und Benoît zu sehen sind.
Durch Vermittlung seines Freundes Henry Roujon arbeitete er ab 1888 als Assistent des Konservators für Gemälde und Zeichnungen im Louvre, obschon er keine kunsthistorische Ausbildung hatte. Etwa zur gleichen Zeit begann er mit dem Aufbau einer eigenen Kunstsammlung. 1889 kam es zur Uraufführung seines musikalischen Werkes Prélude pour les Noces corinthiennes, ein dramatisches Gedicht inspiriert durch Anatole France. France schrieb auch das Vorwort zu Benoîts 1891 erschienenen Neuübersetzung von Goethes Faust.
Von 1892 bis 1909 unternahm Benoît im Auftrag des Louvre elf Reisen durch Europa um Ankäufe von Kunstwerken anzubahnen und um Informationen für Bestandskataloge zu sammeln. Insbesondere arbeitete er an der Erstellung eines Bestandskataloges der Altniederländische Malerei im Louvre, wobei ihm insbesondere seine Kontakte zu den deutschen Kunsthistorikern Wilhelm von Bode und Max Jakob Friedländer halfen. Ab 1894 war er in der Funktion eines stellvertretenden Kurators für Malerei am Louvre tätig. 
Ein Schwerpunkt seiner Arbeit lag bei der französischen Malerei des 14. und 15. Jahrhunderts, zu der er zahlreiche Aufsätze in den Zeitschriften Gazette des Beaux-Arts, La Chronique des Beaux-Arts, La Revue de l’art ancien et moderne, Les Monuments Piot und Revue de Paris veröffentlichte. Ihren Höhepunkt fand sie 1904 in der von ihm mitorganisierten Ausstellung Les français Primitifs. Während seiner Tätigkeit für den Louvre erwarb das Museum mehrere Werke der primitifs français et flamands, also der spätgotischen Malerei sowohl aus Frankreich wie auch der niederländischen und hier im Besonderen der flämischen Schule. Hierfür wurde er von zahlreichen Kunsthistoriker seiner Zeit kritisiert, da diese die Ansicht vertraten, das Museum solle sich eher auf italienische Malerei konzentrieren. Benoît verteidigte seine Ankaufspolitik mit dem Hinweis auf den besonderen Einfluss der flämischen Malerei auf die Entwicklung der Malerei in Frankreich.  
Gegen Ende seines Lebens erblindete Benoit. Er stiftete 1918 einen erheblichen Teil seiner Privatsammlung dem Louvre. Weitere Schenkungen erhielt das Museum seiner Heimatstadt Roanne. Für seine Verdienste erhielt er 1922 die Ernennung zum Ritter der Ehrenlegion. Er starb 1923 und vermachte die noch in seinem Besitz verbliebenen Kunstwerke ebenfalls dem französischen Staat.

## Sammlung

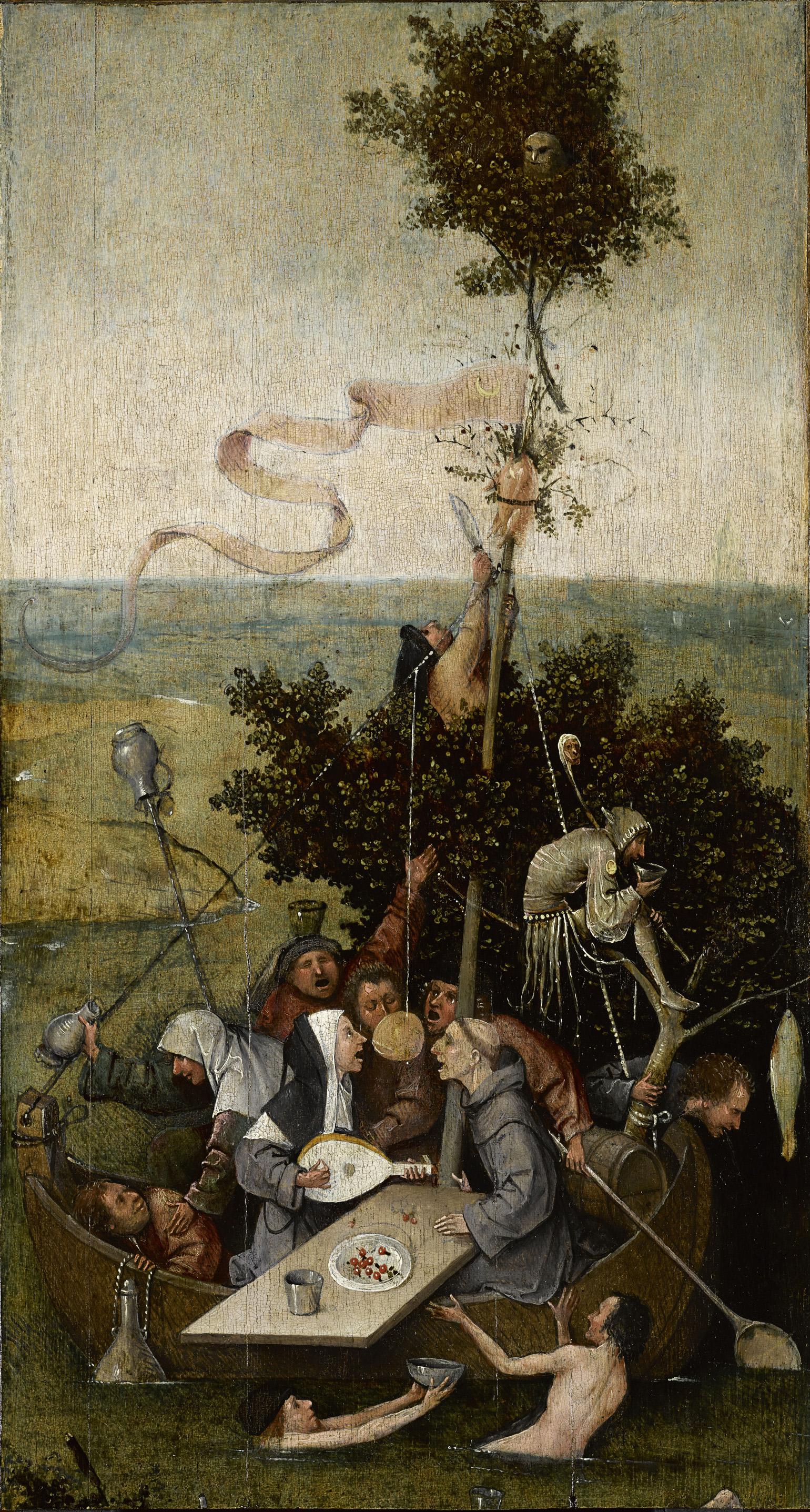
Hieronymus Bosch: Das Narrenschiff, 15. Jahrhundert

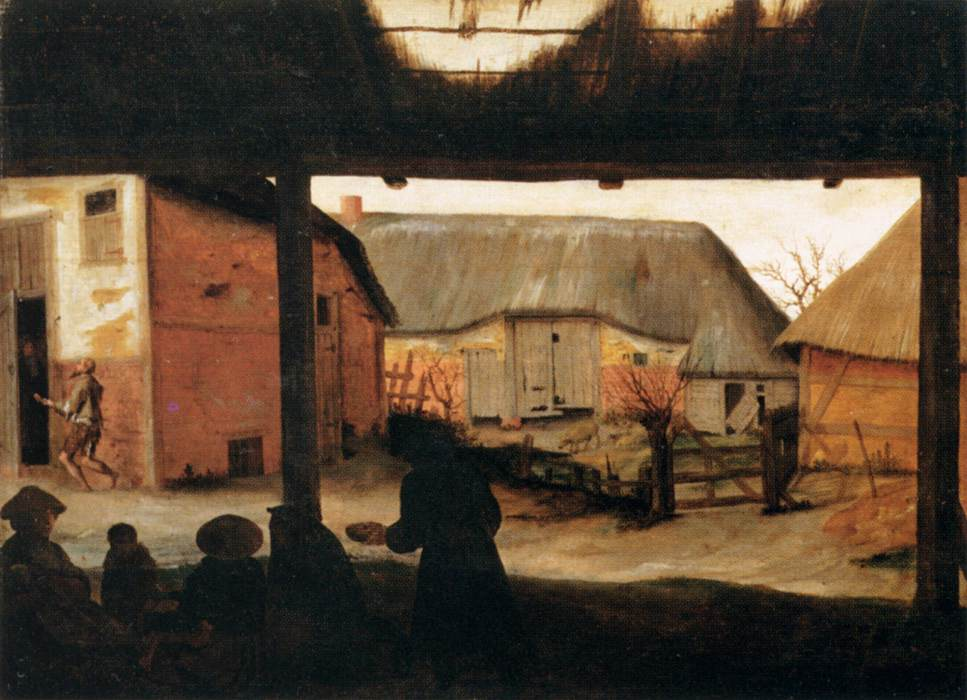
Cornelis van Dalem: Bauernhof mit Bettler, um 1560

Die Kunstsammlung von Camille Benoît umfasste zwar nur eine überschaubare Anzahl von Kunstwerken, die aber teilweise von besonderer Qualität und Bedeutung waren. Typisch für einen französischen Kunstsammler des 19. Jahrhunderts sammelte Benoît Werke seiner Zeitgenossen. So finden sich in seiner Sammlung von Jean-Baptiste Camille Corot eine Ansicht der Engelsburg in Rom, von Eugène Delacroix die Arbeiten Der Erzengel Raphael verlässt Tobias und Susanna und die Alten und von Gustave Courbet das Bild Landschaft mit ruhenden Mann. Weitere Werke französischer Künstler dieser Zeit sind Marechal Molitor auf dem Sterbebett von Isidore Pils, Odaliske von Henri Gervex und die beiden Gemälde Die Bucht von Neapel und La Mort de l'espion Morris von Camille Roqueplan.
Zudem besaß Benoît mit Die Stigmatisation des heiligen Franziskus von Mariotto di Nardo und Heiliger Antonius des Meister der Osservanza zwei frühitalienische Arbeiten. Hinzu kam mit Heiliger Franziskus ein Werk von El Greco. Aus der niederländischen Schule hatte Benoît Landschaft mit Kanal von Jan van Goyen, Porträt eines Offiziers von Abraham de Vries, Der Chirurg von David Ryckaert und Bauernhof mit Bettler von Cornelis van Dalem zusammengetragen. Das bedeutendste Werk seiner Sammlung war hingegen Das Narrenschiff von Hieronymus Bosch.

## Veröffentlichungen zu Musik und Dichtung
- Lettres inédites en France de Richard Wagner. Paris, 1882.
- Richard Wagner. Souvenirs traduits de l’allemand pour la première fois par Camille Benoît. G. Charpentier, Paris 1884.
- Musiciens poètes et philosophes : aperçus et jugements, précédés de lettres inédites en France et traduits de l’allemand pour la première fois. G. Charpentier, Paris 1887.
- Les Motifs typiques des Maîtres-Chanteurs de Nuremberg, comédie musicale par Richard Wagner : étude pour servir de guide à travers la partition, précédée d’une notice sur l’œuvre poétique. Schott, Paris 1888.
- La Grande Messe en si mineur de Jean-Sébastien Bach. Imprimeries de l’art, Paris 1891.
- Œuvres de J. W. Goethe. Neuübersetzung durch Camille Benoît. Imprimerie A. Lemerre, Paris 1891.

## Aufsätze zur Kunstgeschichte
- Le Triptyque d’Oultremont et Jan Mostaert. In: Gazette des Beaux-Arts, 1899, XXI, 3e période, S. 265-279, 369-380.
- Les Écoles de peintures dites primitives dans les Pays-Bas (XVe et XVIe siècles). In: Chronique des arts et de la curiosité, 1899, S. 47–48.
- Nouveaux Portraits du XVIe siècle au Louvre. In: Chronique des arts et de la curiosité, 1899, S. 48.
- Corneille de Lyon et les portraits des cours royales de France au XVIe siècle. In: Chronique des arts et de la curiosité, 1899, S. 56.
- La Peinture primitive des Pays Bas au Louvre : La Chute des réprouvés attribuée à Jérôme Bosch. In: Chronique des arts et de la curiosité, 1899, Band XV, IV, S. 132–133.
- Le Panneau de la Chute des réprouvés et le Jugement dernier de Bouts. In:  Chronique des arts et de la curiosité, 1899, S. 143–144.
- Les Peintres primitifs des Pays-Bas : I. Le Jugement dernier de Louvain ; II. Un Jan van Eyck à Paris au XVIIe siècle ; III. Kolin de Koter et le Maître de Mérode-Flémalle. In: Chronique des arts et de la curiosité, 1899, S. 150–152, 152, 160-161.
- La Peinture française à la fin du XVe siècle. In: Gazette des Beaux-Arts, 1901, XXVI, 3e période, S. 89–101, 318–332, 368–380.
- La Peinture française à la fin du XVe siècle. In: Gazette des Beaux-Arts, 1902, XXVII, 3e période, S. 65–76, 239–251.
- Un chef d’œuvre de la peinture hollandaise du XVe siècle au musée du Louvre : La résurrection de Lazare par Gérard de Haarlem. In: Chronique des arts et de la curiosité, 1902, S. 139–140.
- Quelques remarques à propos de la peinture primitive en France et en Hollande. In: Chronique des arts et de la curiosité, 1902, S. 181.
- La Résurrection de Lazare par Gérard de Harlem. In: Monuments et mémoires (Fondation Eugène Piot), Band 9, 1902, S. 73–94.
- L’École néerlandaise primitive au Louvre. In: Chronique des arts et de la curiosité, 1903, S. 2–3.
- La Peinture néerlandaise primitive au Louvre et autour du Louvre. In: Chronique des arts et de la curiosité, 1903, S. 104–106, 152–153.
- Les Primitifs français : la peinture du XVe siècle. In: La Revue de Paris, 1. Mai 1904, S. 189–214.